# 祖舒·夏洛普
約書亞·安德鲁·夏洛普（英語：Joshua Andrew Harrop，1995年12月15日—），是一名英格蘭的職業足球運動員，司職攻擊中場 / 前鋒，現效力英格兰足球冠軍联赛球會普雷斯頓。

## 外部連結
- Soccerway資料庫：祖舒·夏洛普
- England profile[] at The Football Association